# Résolution 2397 du Conseil de sécurité des Nations unies
Membres permanents
- Chine
- États-Unis
- France
- Royaume-Uni
- Russie

Membres non permanents
- Bolivie
- Égypte
- Éthiopie
- Italie
- Japon
- Kazakhstan
- Sénégal
- Suède
- Ukraine
- Uruguay

Résolution no 2396 Résolution no 2398
La résolution 2397 du Conseil de sécurité des Nations unies est une résolution adoptée à l'unanimité le 22 décembre 2017 en réponse au lancement par la Corée du Nord d'un missile balistique intercontinental Hwasong-15 le 28 novembre de la même année. La résolution condamne le lancement et renforce encore les sanctions contre le pays, restreignant les importations de carburant et d'autres échanges, ainsi que la capacité des citoyens nord-coréens à travailler à l'étranger. Le 24 décembre, le ministère nord-coréen des Affaires étrangères (en)  déclare que la résolution constitue un acte de guerre.

## Contenu
La résolution contient plusieurs dispositions. Elle limite les importations nord-coréennes de pétrole raffiné à 500 000 barils pour chaque période de 12 mois, à compter du 1er janvier 2018. Une interdiction est imposée également sur l'exportation de nourriture, de machines, d'équipements électriques, de terre et de pierres, de bois et de navires depuis la Corée du Nord, et sur l'importation d'équipements industriels, de machines, de véhicules de transport et de métaux industriels vers le pays. Des gels d'avoirs sont imposés au ministère nord-coréen de la Défense nationale et aux responsables bancaires. Les États membres de l'ONU autorisent « saisir, inspecter, geler et confisquer tout navire dans leurs eaux territoriales » qui fournirait illégalement du pétrole à la Corée du Nord.
La résolution appelle également au retour de tous les ressortissants nord-coréens gagnant un revenu à l'étranger, à quelques exceptions humanitaires près, dans un délai de 24 mois.

## Justifications des votes
L'ambassadrice des États-Unis auprès des Nations unies, Nikki Haley, déclare que le lancement « est une violation sans précédent qui nécessite une réponse sans précédent » et « qu'un défi supplémentaire entraînerait un isolement supplémentaire ». Le représentant permanent de la France, François Delattre, qualifie la résolution « d'étape significative dans le renforcement de l'action contre les provocations » de la Corée du Nord. Le représentant permanent de l'Égypte, Amr Abdellatif Aboulatta (en), déclare qu'il vote en faveur de la résolution « pour maintenir la crédibilité du Traité sur la non-prolifération des armes nucléaires, qui doit être contraignant sans discrimination ni distinction ». Le représentant permanent du Kazakhstan auprès de l'ONU, Kaïrat Oumarov, déclare que « la nature temporaire des sanctions doit être soulignée pour que les mesures aient le résultat souhaité d'amener des pourparlers ».

## Réaction nord-coréenne
Le 24 décembre 2017, le ministère nord-coréen des Affaires étrangères publie une déclaration affirmant que la résolution « équivaut à un blocus économique complet de la RPDC ». La déclaration définit la résolution « comme une grave atteinte à la souveraineté » de la Corée du Nord et « un acte de guerre violant la paix et la stabilité dans la péninsule coréenne et la région ». Selon le communiqué, les armes nucléaires servent « à une dissuasion autodéfensive qui ne contredit aucun droit international » puisqu'elles ont été développées « de manière juste et légitime en dehors du Traité sur la non-prolifération des armes nucléaires afin de mettre un mettre fin à la politique hostile, aux menaces nucléaires et au chantage des États-Unis ».